# جوش أبراهامز
جوش أبراهامز (بالإنجليزية: Josh G Abrahams)‏ هو موسيقي أسترالي، ولد في 1968 في ملبورن في أستراليا.

## وصلات خارجية
- جوش أبراهامز على موقع IMDb (الإنجليزية)
- جوش أبراهامز على موقع ميوزك برينز (الإنجليزية)
- جوش أبراهامز على موقع ديسكوغز (الإنجليزية)
- جوش أبراهامز على موقع ديسكوغز (الإنجليزية)
- جوش أبراهامز على موقع قاعدة بيانات الفيلم (الإنجليزية)